# قسط أرجواني
قسط أرجواني (الاسم العلمي:Costus purpurascens) هو نوع غير مؤكد من النباتات يتبع جنس القسط من الفصيلة القسطية.